# Volvo 850
Les Volvo 850, S70 et V70 sont des automobiles du constructeur suédois Volvo. Il s'agit d'une familiale, segment historique pour le constructeur suédois.
La 850, qui s’intercalait entre les compactes 440/460 et les routières 940/960, était la première traction du constructeur suédois, ainsi que son premier modèle équipé de ses fameux 5 cylindres en ligne. Elle était disponible en berline et un break. En 1996, la nouvelle nomenclature Volvo transforme la 850 en S70 pour la berline et V70 pour le break. En 2000, la berline est remplacée par la S60, et le break par la V70 II.

## Historique

### Conception
Volvo, précurseur de la sécurité, lance, au début des années 1980, le programme nommé Galaxy qui porte les gènes du constructeur que l'on connaît aujourd'hui. Ce plan se déroule en trois étapes : 
- la première est le passage à la traction de la gamme du constructeur suédois avec les 440/460 ;
- la deuxième est l'arrivée d'une nouvelle architecture de moteur dont le premier né est le 6 cylindres 2,9 litres présent dans la 960 en septembre 1990 ;
- la troisième étape, est l'arrivée d'une famille intermédiaire, entre la série 400 et la série 900 dans la gamme du constructeur suédois. Cette série doit moderniser l'image de Volvo, la rendre plus dynamique et mettre à la retraite les 240 et 740 encore disponibles au catalogue[1].

Le design de la 850 est l'œuvre de Jan Wilsgaard[C'est-à-dire ?], le designer en chef de Volvo depuis les années 1950 et le lancement de l'Amazon.

### Annonce
C'est le 11 juin 1991 qu'est dévoilée la nouvelle 850. Les nombreuses campagnes marketing et des slogans tels que « La plus méditerranéenne des suédoises » ou « Une voiture dynamique avec quatre innovations mondiales » soulignent le caractère dynamique de cette auto. La 850 est effectivement une révolution par rapport aux autres modèles du constructeur suédois : passage de la propulsion à la traction avant, moteur 5 cylindres en ligne transversal issu de la même famille modulaire que le 6 cylindres en ligne de la 960, un essieu arrière Delta-Link, permettant une suspension des roues arrière indépendantes et une voie arrière constante, le système SIPS qui est un programme de protection intégrée contre les impacts latéraux et le mécanisme autoréglable en hauteur des ceintures de sécurité avant. Et tout cela en conservant le style des autres modèles de la gamme du constructeur suédois.
Le nom 850 signifie : 8 car elle prend la succession de la lignée 740/760, 5 car elle est équipée de moteurs 5 cylindres en ligne.
Au lancement, seul un moteur 5 cylindres 2,5 litres 20 soupapes développant 170 ch était disponible ainsi qu'une seule finition GLT.

### Évolution
C'est en 1992 qu'arrive le moteur 2,0 litres 20 soupapes de 143 ch. On note aussi l'arrivée d'une finition de base GLE et d'une haut de gamme Summum fin 1992. La boîte automatique à 4 rapports est proposée en option sur le 2,5 litres.
En février 1993, le break 850 est dévoilé. Tout comme la berline, il reprend le style des déclinaisons break des séries 200 et 700. Il inaugure également les grands feux arrière verticaux que l'on retrouvera sur la plupart des breaks et SUV du constructeur suédois.
En 1994, la gamme est complétée par le haut avec l'arrivée du T5 2,3 litres Turbo développant 225 ch. La 850 bénéficie d'un léger lifting avec des projecteurs avant plus affinés et des parechocs aux lignes fluidifiées. Un jury de journalistes automobile japonais décorent la 850 break du "1994 Good Design Grand Prize" cette même année. À l'automne, la 850 devient la première voiture à disposer d'airbags latéraux.
En 1995, on note l'arrivée d'une nouvelle finition Gentleman s'intercalant entre les GLT et Summum. Côté motorisations, ce sont les versions 10 soupapes du 2,0 litres et du 2,5 litres développant respectivement 126 et 144 ch qui sont commercialisées.
La gamme se complète vers le haut avec l'arrivée de la T5-R dont le 2,3 litres peut être poussé à 240 ch pendant 30 secondes, au moyen d'un overboost . Cette version capitalise sur la 850 Break présente en BTCC. Les deux carrosseries sont disponibles mais la série est limitée à 2 500 exemplaires dans le monde à un prix de 299 000 Francs en France. Trois coloris sont disponibles, un jaune crème, un noir et un vert. Au niveau cosmétique, on remarque des enjoliveurs et bas de caisses couleur carrosserie, des jantes de 17 pouces couleur titanium et l'équipement de la T5-R est repris à la finition Summum avec les sièges chauffants en cuir & alcantara, la climatisation automatique et la ronce de noyer. C'est l'allemand Porsche, à la suite de son étude de la gamme de moteurs modulaires pour Volvo, qui s'est occupé de remanier le T5 pour qu'il puisse atteindre les 240 ch. Du fait d'une fiscalité contraignante pour les moteurs dont la cylindrée est supérieur à 2,0 litres, l'Italie a eu droit à une T5-R 2,0 litres de 211 ch.

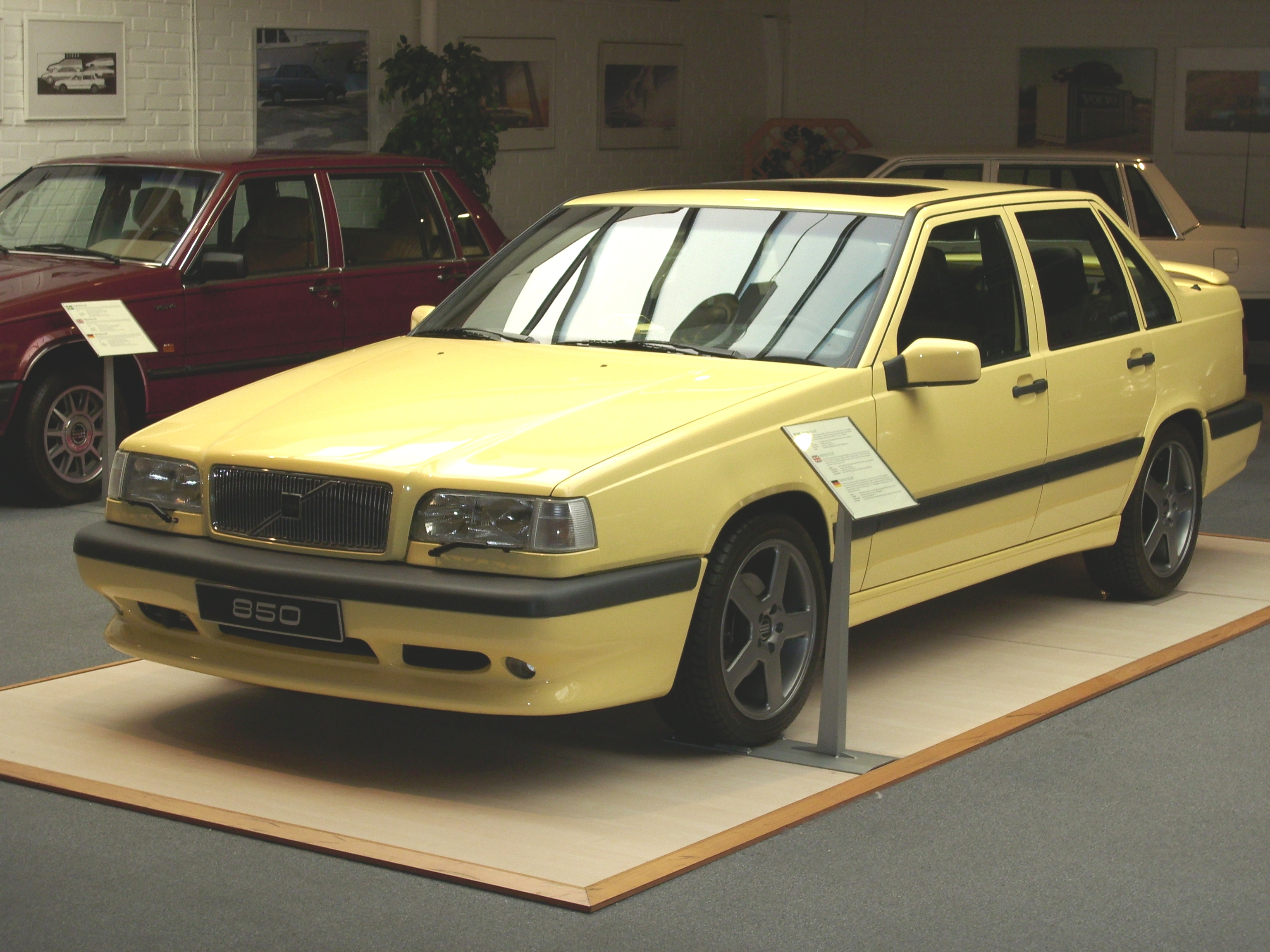
Volvo 850 T5-R (1995).
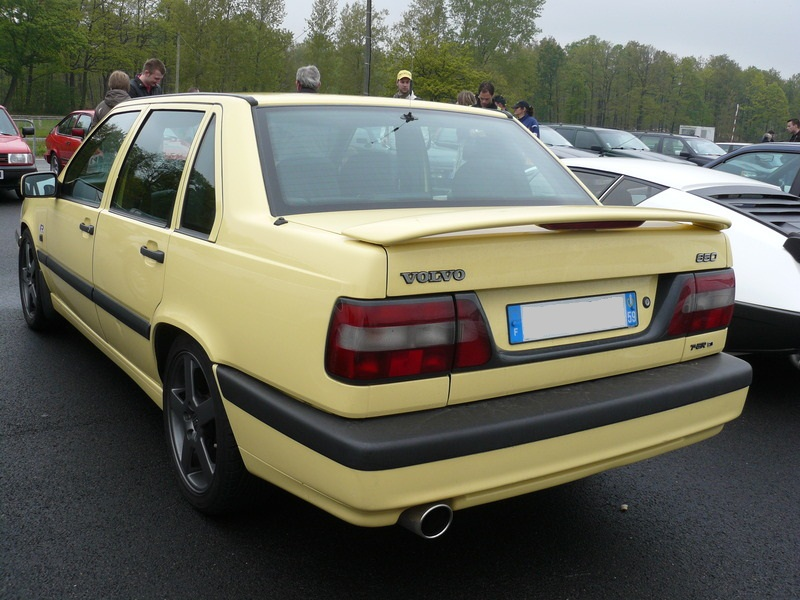
Volvo 850 T5-R (1995).
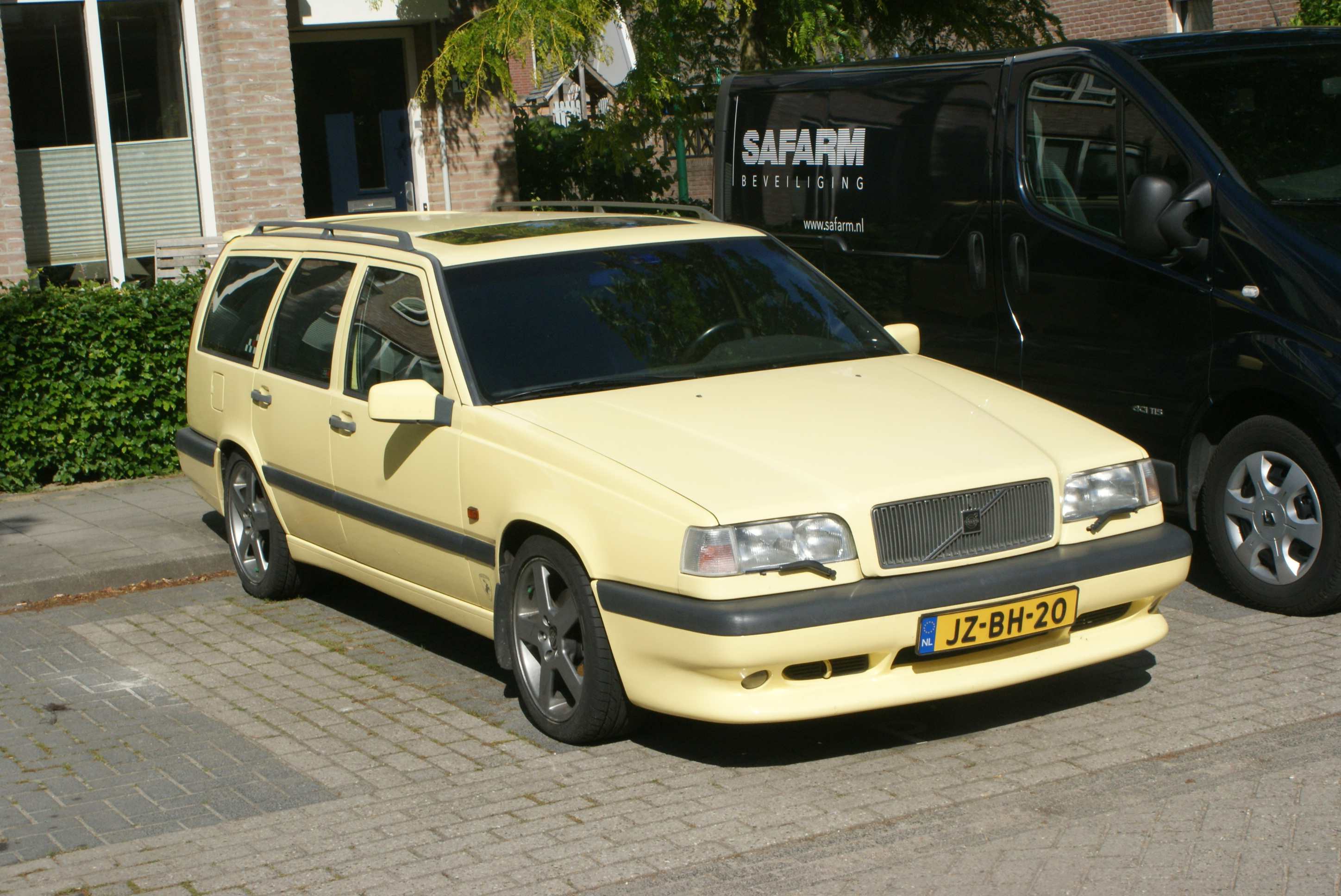
Volvo 850 T5-R Break (1995).
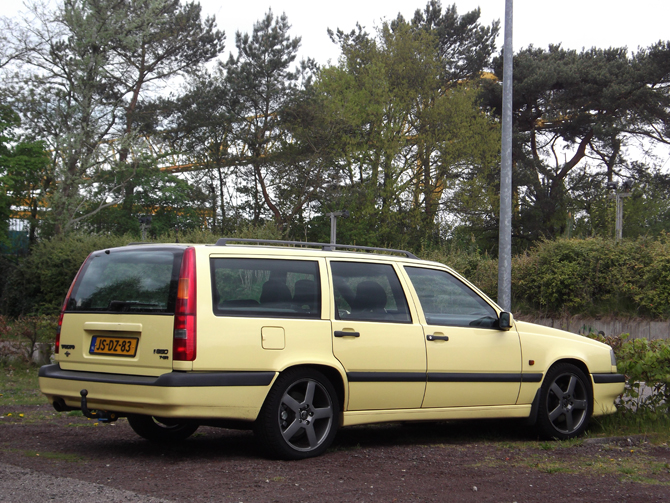
Volvo 850 T5-R Break (1995).

Au vu du succès de la T5-R, Volvo décide de l'intégrer à la gamme dès 1996 sous le nom R avec le 2,3 litres poussé à 250 ch (permanents) grâce à un turbo plus puissant et un différentiel à glissement limité. On peut reconnaître cette dernière à ses jantes à sept bâtons anthracite, à sa palette de coloris plus grande ainsi qu'à l'inversion des zones cuir/alcantara par rapport à la T5-R. C'est aussi l'année de la sortie du diesel TDI d'origine Audi, un 5 cylindres 2,4 litres Turbo développant 140 ch. On note l'arrivée d'une finition d'entrée de gamme nommée Édition Limitée.
À la fin de l'année 1996, la 850 est profondément remaniée tant à l'extérieur qu'à l'intérieur et à la suite de la nouvelle nomenclature des appellations Volvo, devient S70 pour la berline et V70 pour le break, à l'instar de la 960 devenant S90 pour la berline et V90 pour le break. Un total de 716 903 unités de la 850 dont 243 078 berlines et 326 068 breaks furent produits.

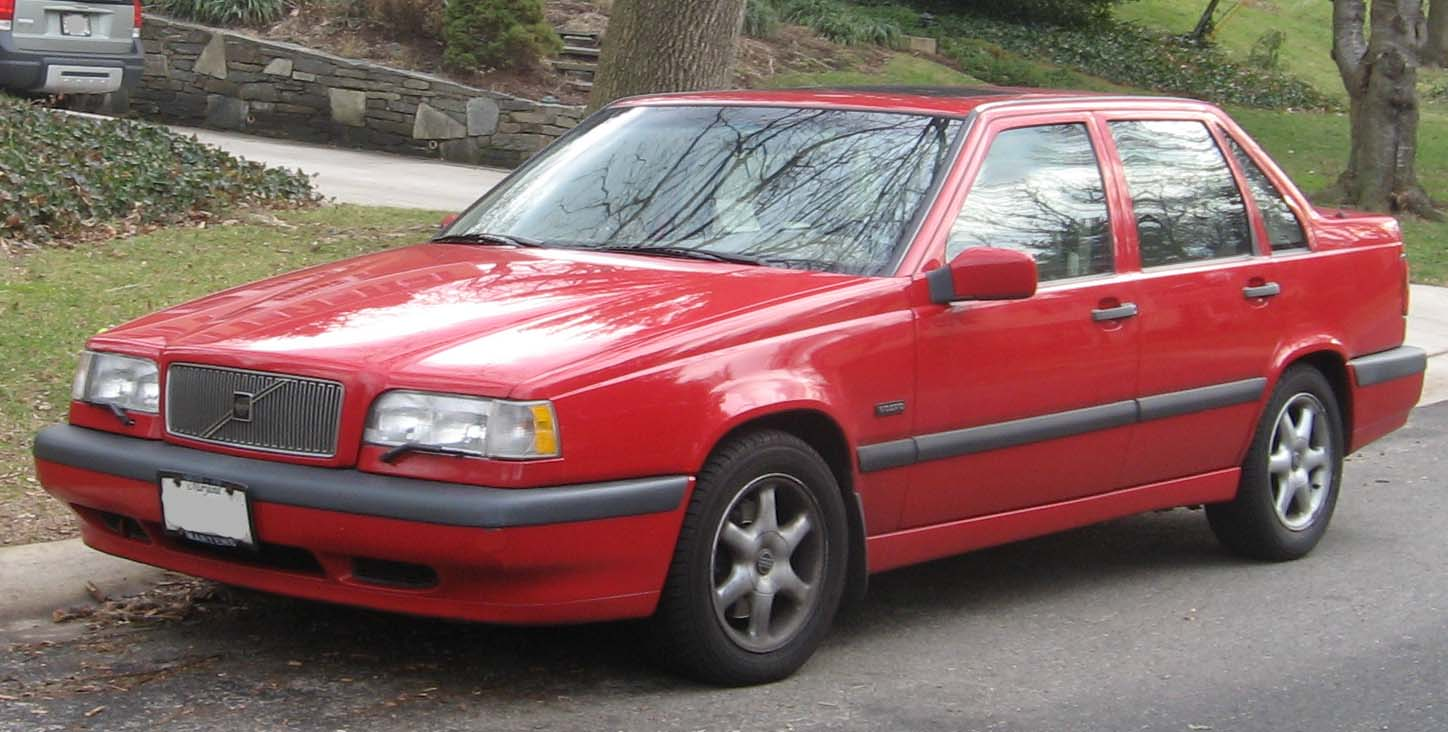
Volvo 850 (1991 - 1996).
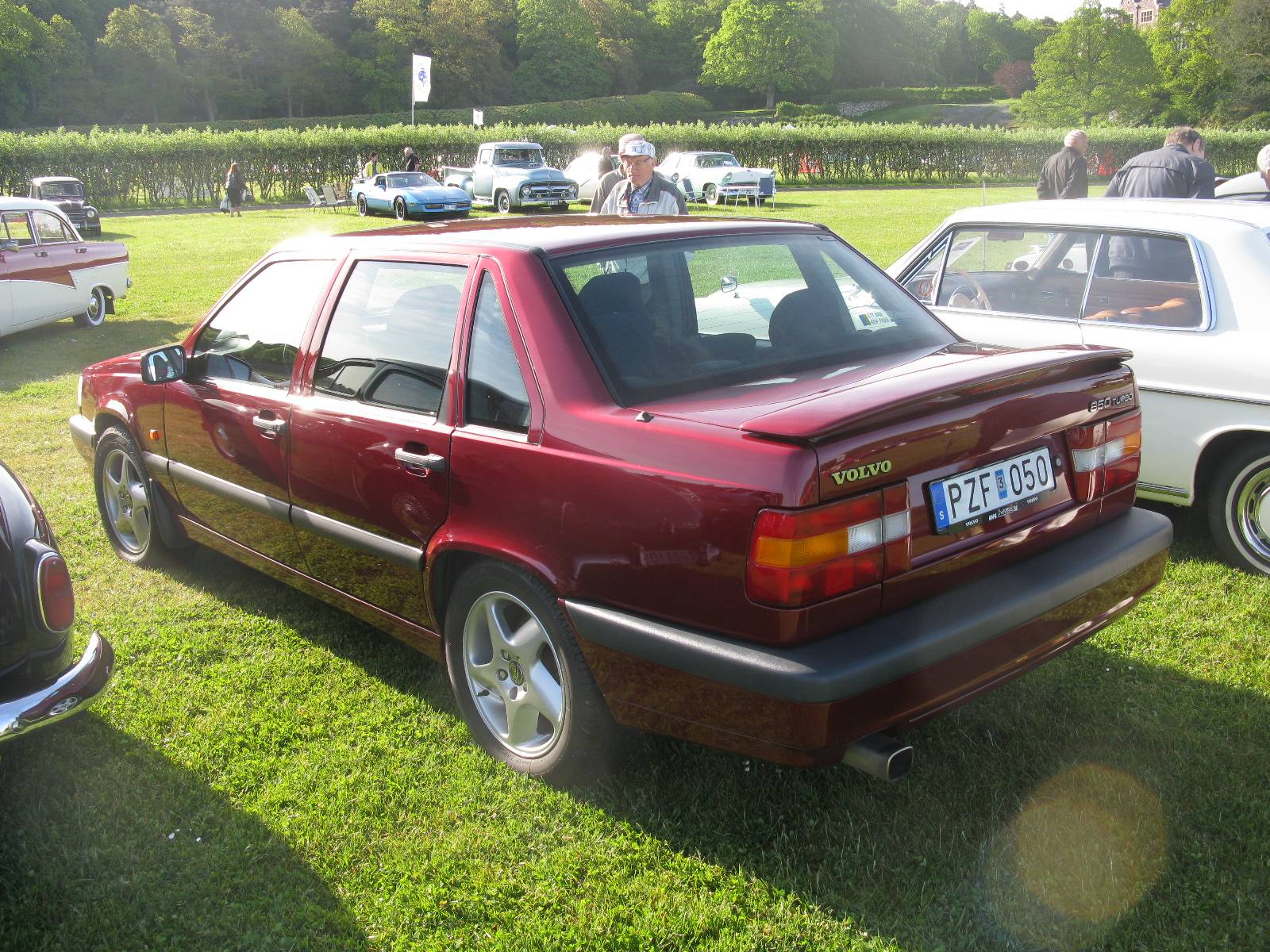
Volvo 850 (1991 - 1996).
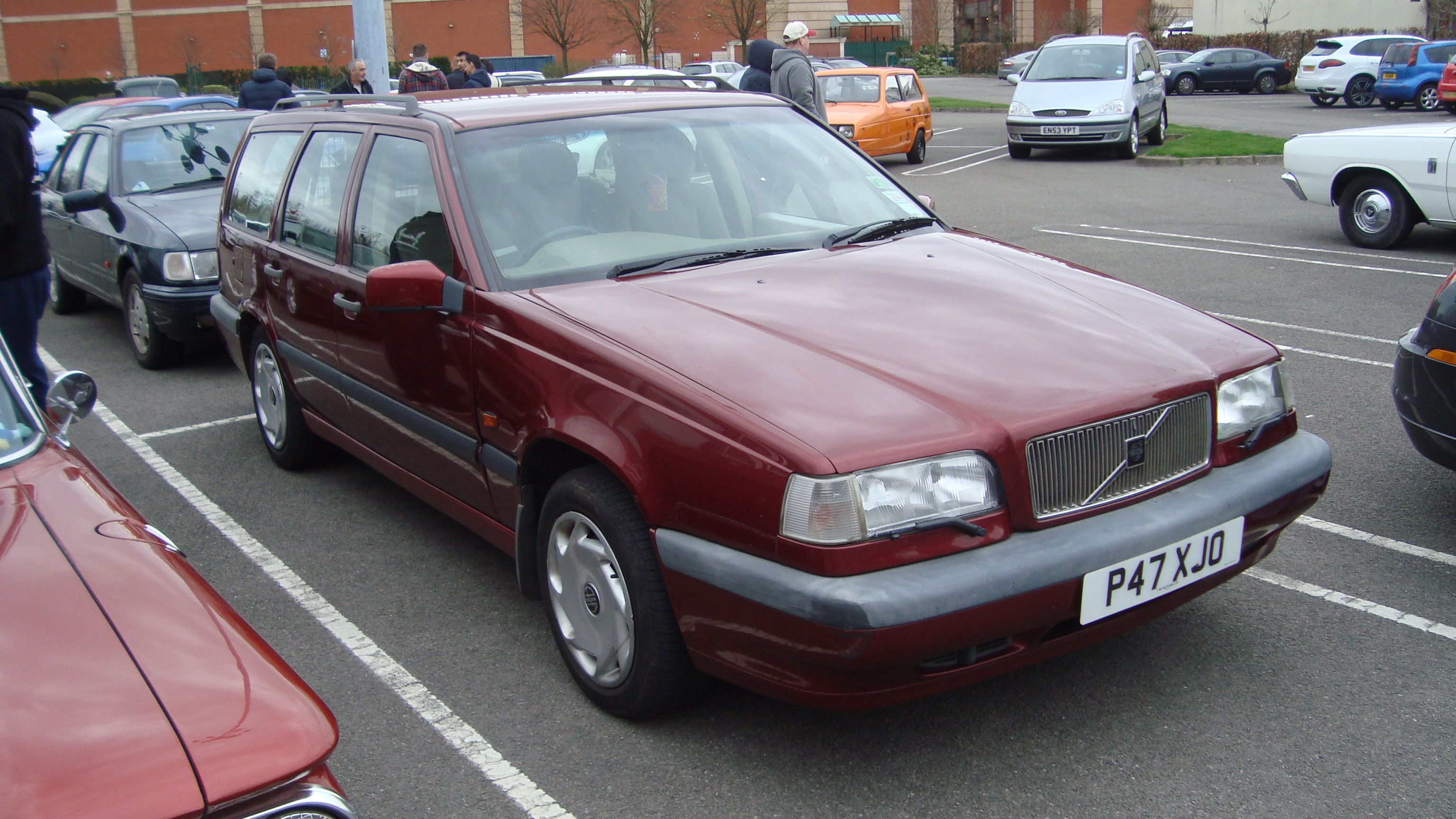
Volvo 850 Break (1993 - 1996).
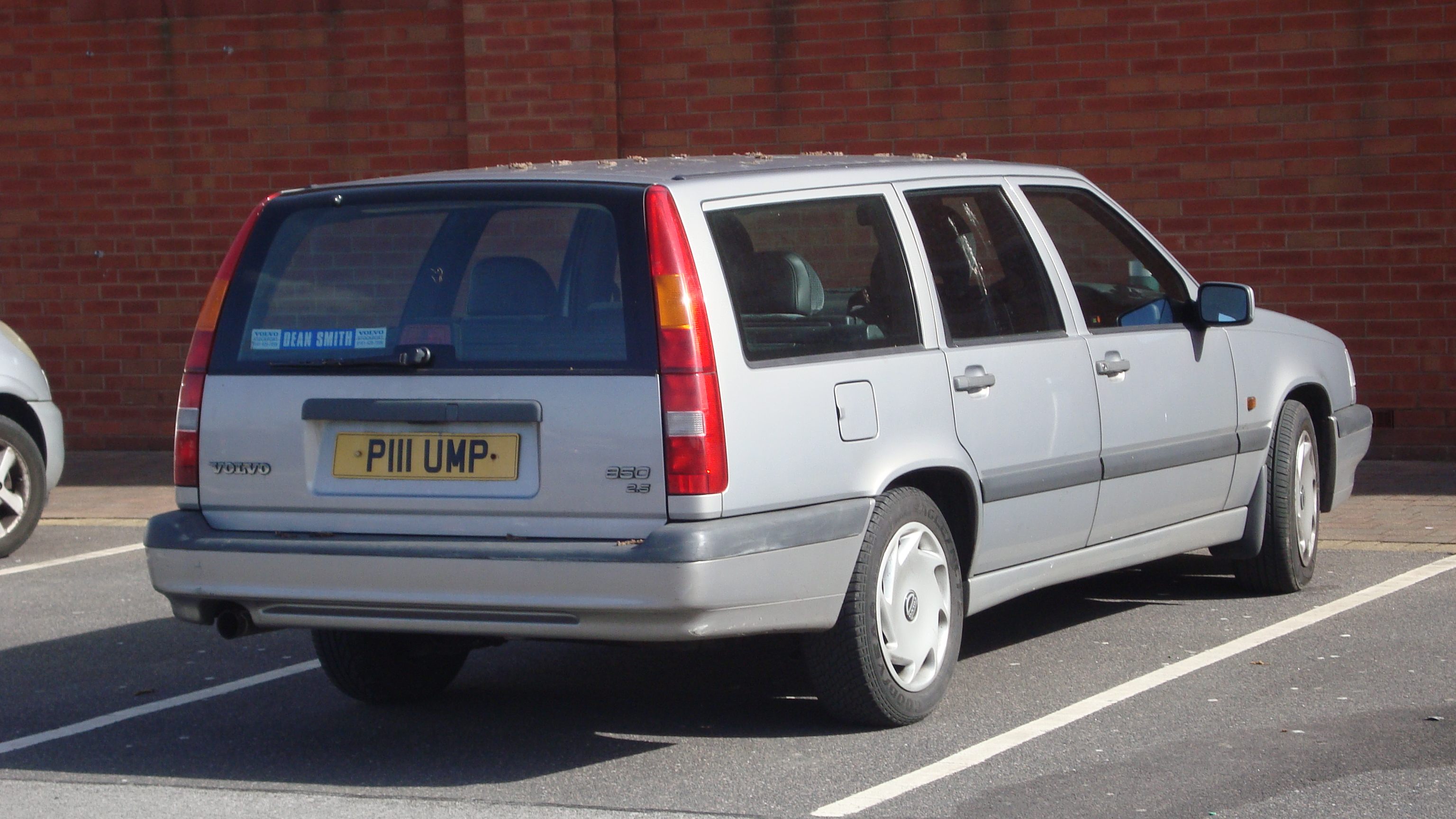
Volvo 850 Break (1993 - 1996).

## Motorisations (1991-2000)
| 5 cylindres en ligne (Essence) | 2.0 10v       | 2.0 10v       | 2.0           | 2.0 T (*) | 2.0 T (*) | T5 / Turbo    | T5            | R             | T5 R                                          | T5 R                                          |
| ------------------------------ | ------------- | ------------- | ------------- | --------- | --------- | ------------- | ------------- | ------------- | --------------------------------------------- | --------------------------------------------- |
| Code Moteur                    | B5202S        | B5204S        | B5204FS       | B5204FT   | B5204FT   | B5234T        | B5234T2       | B5234T4       | B5234T5/B5234FT5                              | B5234T5/B5234FT5                              |
| Production                     | 1997-1999     | 1997-1999     | 1992–1996     | 1994-1997 | 1994-1997 | 1993–1996     | 1997          | 1996–1997     | 1995 (USA)                                    | 1995-1996 (Monde)                             |
| Cylindree                      | 1 984 cm3     | 1 984 cm3     | 1 984 cm3     | 1 984 cm3 | 1 984 cm3 | 2 319 cm3     | 2 319 cm3     | 2 319 cm3     | 2 319 cm3                                     | 2 319 cm3                                     |
| Puissance max.                 | 124 ch        | 124 ch        | 141 ch        | 204 ch    | 207 ch    | 222 ch        | 215 ch        | 247 ch        | 222 ch (normal) 237 ch (overboost)            | 222 ch (normal) 237 ch (overboost)            |
| Couple max @ trs/min           | 170 Nm @ 4800 | 170 Nm @ 4800 | 176 Nm @ 3800 | 300 Nm    | 300 Nm    | 300 Nm @ 2000 | 330 Nm @ 2700 | 350 Nm @ 2400 | 330 Nm @ 3000 (manuelle) 300 Nm @ 2000 (auto) | 330 Nm @ 3000 (manuelle) 300 Nm @ 2000 (auto) |

(*) Vendu uniquement en Italie, Taiwan et en Island
| 5 cylindres en ligne (Essence) | 2.4 10v       | 2.4 10v       | Bi-fuel          | Bi-fuel                 | 850           | 850           | 850 20v       | 2.5T/ AWD     |
| ------------------------------ | ------------- | ------------- | ---------------- | ----------------------- | ------------- | ------------- | ------------- | ------------- |
| Code Moteur                    | B5252S        | B5252FS       | GB5252FS         | GB5252FS                | B5254F        | B5254FS       | B5254S        | B5254T        |
| Production                     | 1996          | 1993-1997     | 1996-1997        | 1996-1997               | 1991–1994     | 1995          | 1995-1997     | 1997          |
| Cylindree                      | 2,435 cm3     | 2,435 cm3     | 2,435 cm3        | 2,435 cm3               | 2,435 cm3     | 2,435 cm3     | 2,435 cm3     | 2,435 cm3     |
| Puissance max.                 | 144 ch        | 144 ch        | 142 ch (Essence) | 120 ch (Gaz nat. - CNG) | 168 ch        | 168 ch        | 168 ch        | 190 ch        |
| Couple max @ trs/min           | 206 Nm @ 3600 | 206 Nm @ 3600 | 206 Nm @ 3600    | 180 Nm @ 3650           | 220 Nm @ 3300 | 220 Nm @ 3300 | 220 Nm @ 4700 | 270 Nm @ 1800 |

## Sport
En 1994, Volvo décida de s'associer au TWR pour mettre au point une 850 Super Touring Car pour courir dans le championnat anglais de voitures de tourisme BTCC. Volvo a surpris son monde avec une inédite carrosserie break pour sa première saison avec Richard Rydell et Jan Lammers. Le fait d'avoir utilisé des breaks a attiré l'attention des médias et a permis de construire / améliorer l'image de Volvo.
Le règlement de l'époque stipule que les voitures de compétition doivent être basées sur le modèle de série correspondant, avoir une cylindrée limitée à 2,0 litres, un régime maxi à 8 500 tr/min et un poids minimum de 950 kg pour les tractions. La suralimentation n'est pas autorisée. C'est le 5 cylindres 2,3 litres qui a servi de base au 2,0 litres de la version course. Après passage chez TWR, il développait 290 ch. La boîte manuelle a 5 rapports été remplacée par une séquentielle à 6 rapports. Les voitures étaient équipées d'un pot catalytique, devenu obligatoire l'année suivante dans le championnat. Pour la première saison, les break ont terminé à la 14e place au général.
Pour 1995, les berlines 850 ont remplacé les break et Rickard Rydell termina 3e au général. Même chose l'année suivante. Même si les break avait un meilleur aérodynamisme que les berlines, le nouveau règlement permettant l'installation de becquets supplémentaires garantissait un meilleur appui aérodynamique aux berlines.
En 1997, ce sont les S40 qui remplacèrent les 850 sur les circuits.

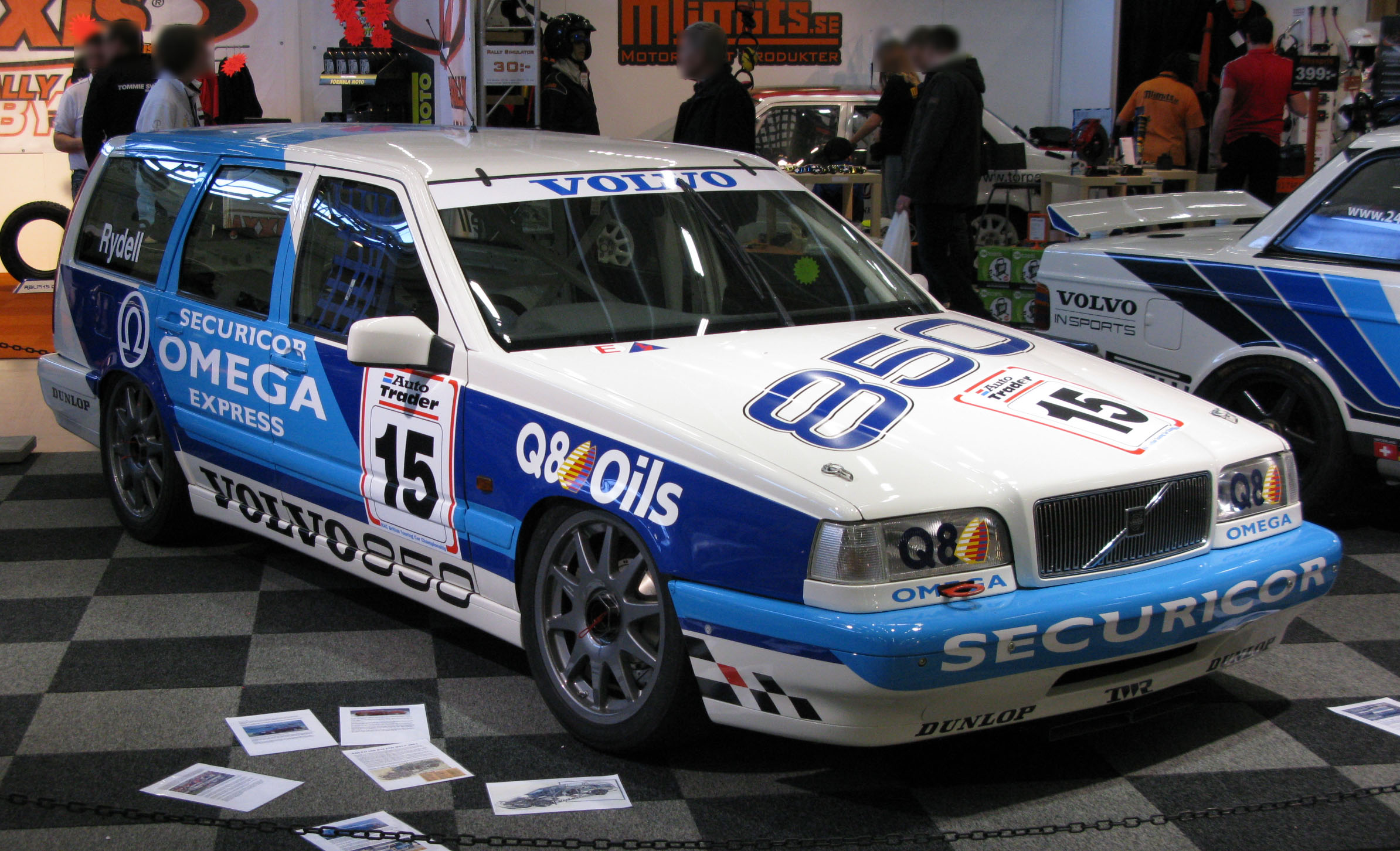
Volvo 850 Break BTCC (1994).
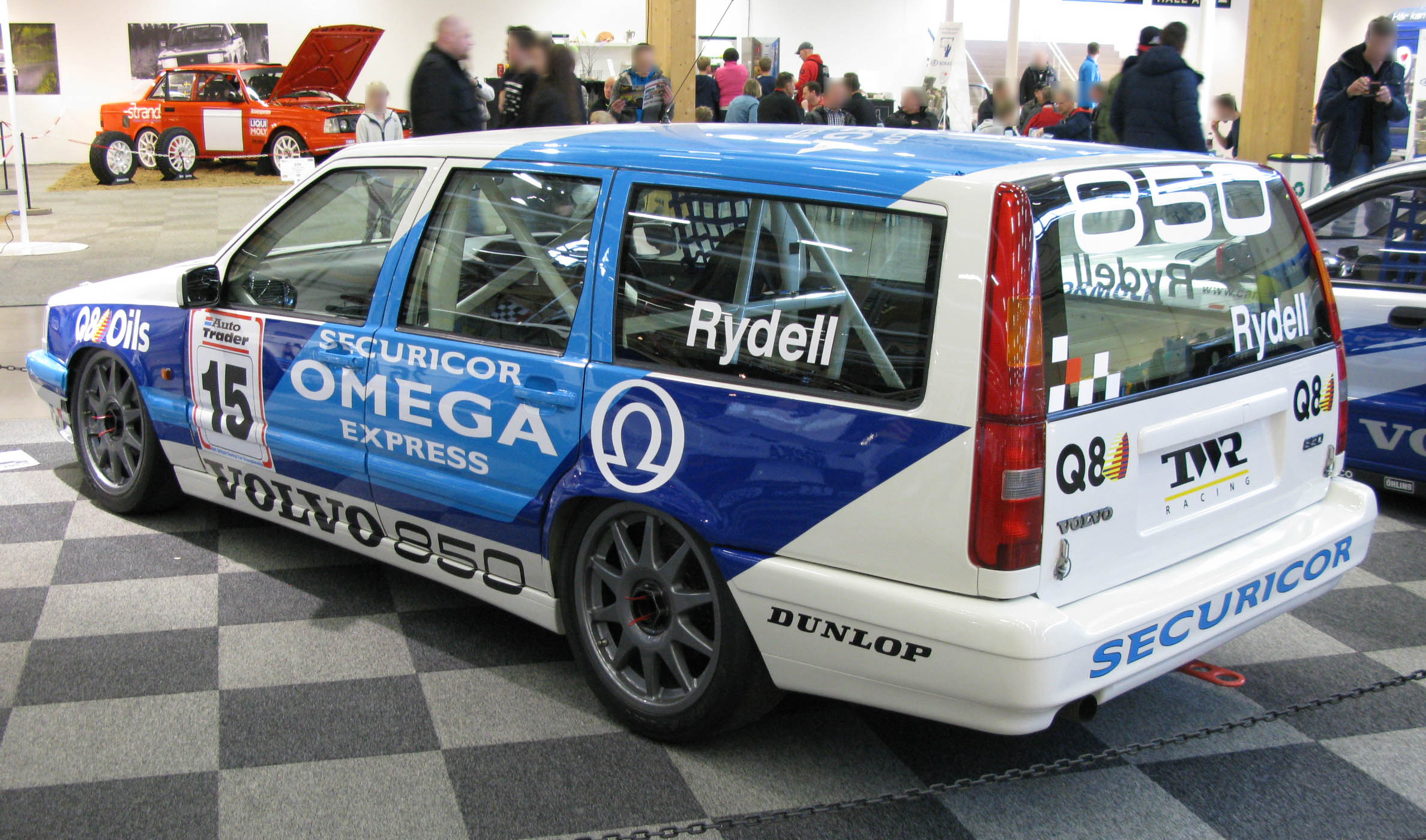
Volvo 850 Break BTCC (1994).
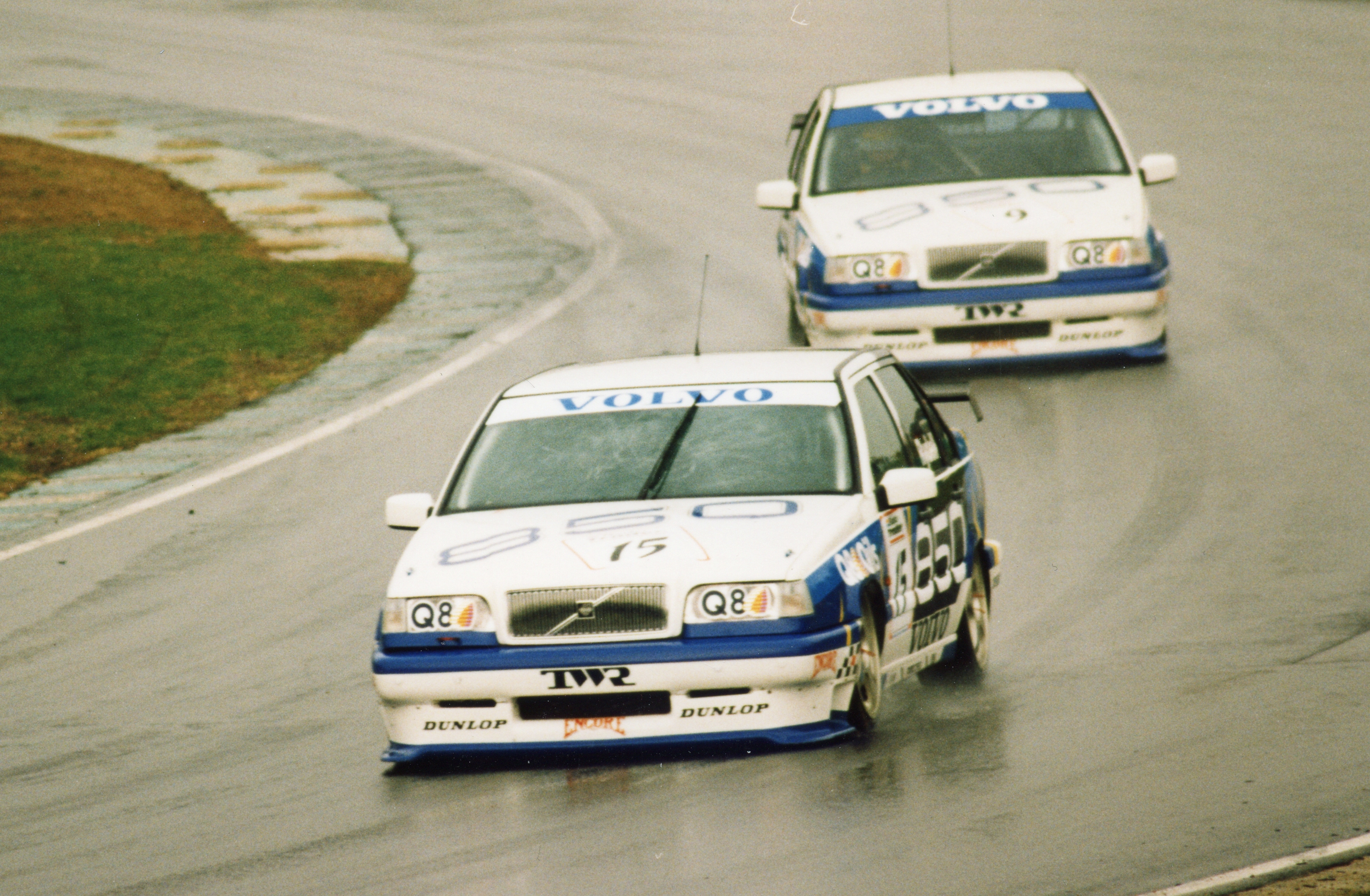
Volvo 850 BTCC (1995).
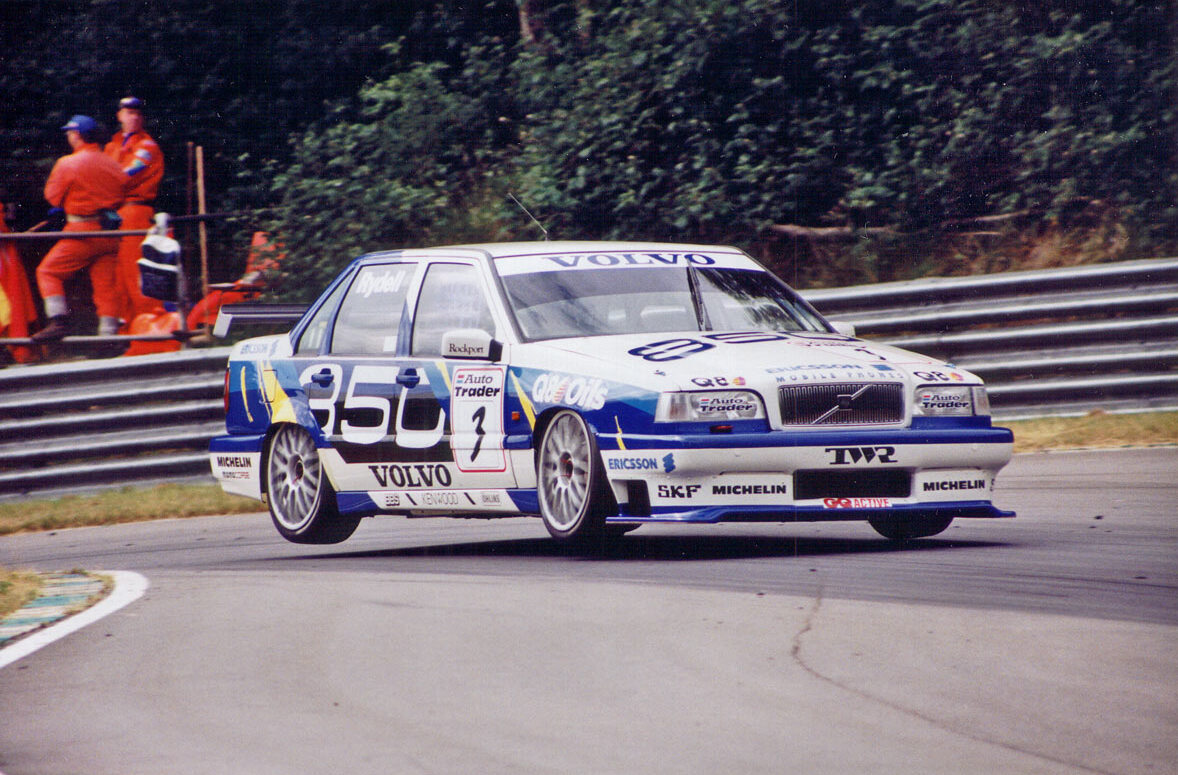
Volvo 850 BTCC (1996).

## Changement de nom
À partir de l'automne 1996, la 850 est remaniée et devient S70 pour la déclinaison berline et V70 pour la déclinaison break.
Par rapport à la 850, les changements sont de nouveaux pare-chocs et poignées de portes peintes, une sortie d'échappement chromée, de nouveaux phares, un nouveau capot, des feux arrière restylés ainsi qu'un tout nouvel intérieur. C'est plus qu'un simple restyling puisque selon Volvo, il y a plus de 1 800 changements entre les deux modèles.
Sous le capot, on retrouve des motorisations uniquement 5 cylindres avec un 2,0 litres de 126 ch, un 2,5 litres en version à 10 soupapes développant 144 ch, 170 ch avec les 20 soupapes, 193 ch avec le turbo et le T5 2,3 litres de 240 ch. En diesel, le 2,5 TDI d'origine Audi et développant 140 ch est toujours disponible. Trois finitions, S70, Pack Luxe et Summum et toujours le choix entre une boîte manuelle à 5 rapports ou une optionnelle automatique à 4 rapports est proposé.
En 1997, apparaît la version R qui reprend le 2,3 litres de la T5 poussé à 250 ch.
En 1998, la gamme évolue. L'apparition d'un nouveau 2,4 litres en déclinaison GPL 133 ch, 140 ch, 170 ch, turbo 193 ch et turbo 193 ch AWD en vue de remplacer le 2,5 litres. Deux finitions composent alors la gamme : Oceanis et Summum.

Pour l'année 2000, la gamme se réduit avec la disparition du 2,0 litres et de la finition haut de gamme Summum. Après une production de 243 078 exemplaires, la S70 quitte le catalogue, remplacée par la S60.

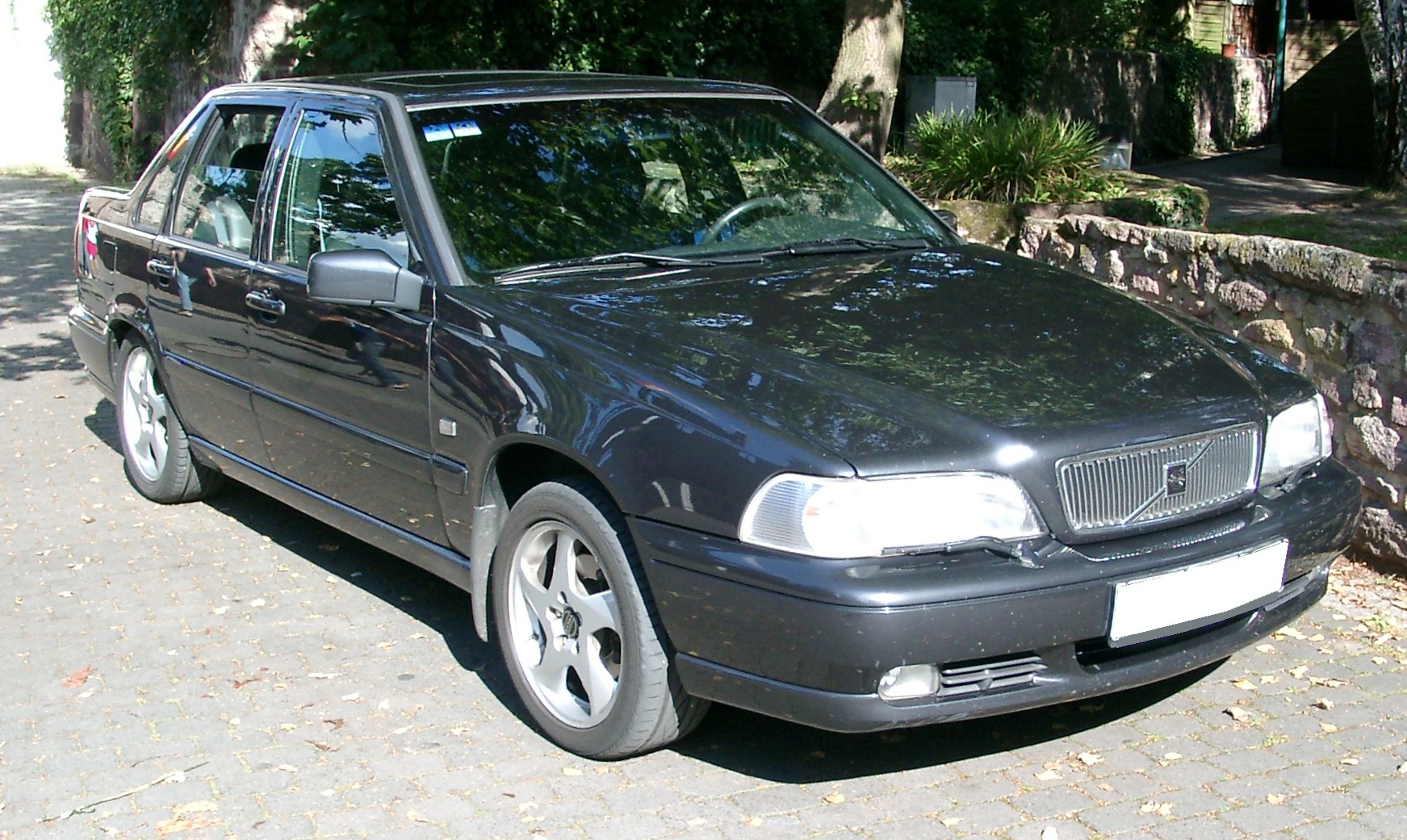
Volvo S70 (1996 - 2000).
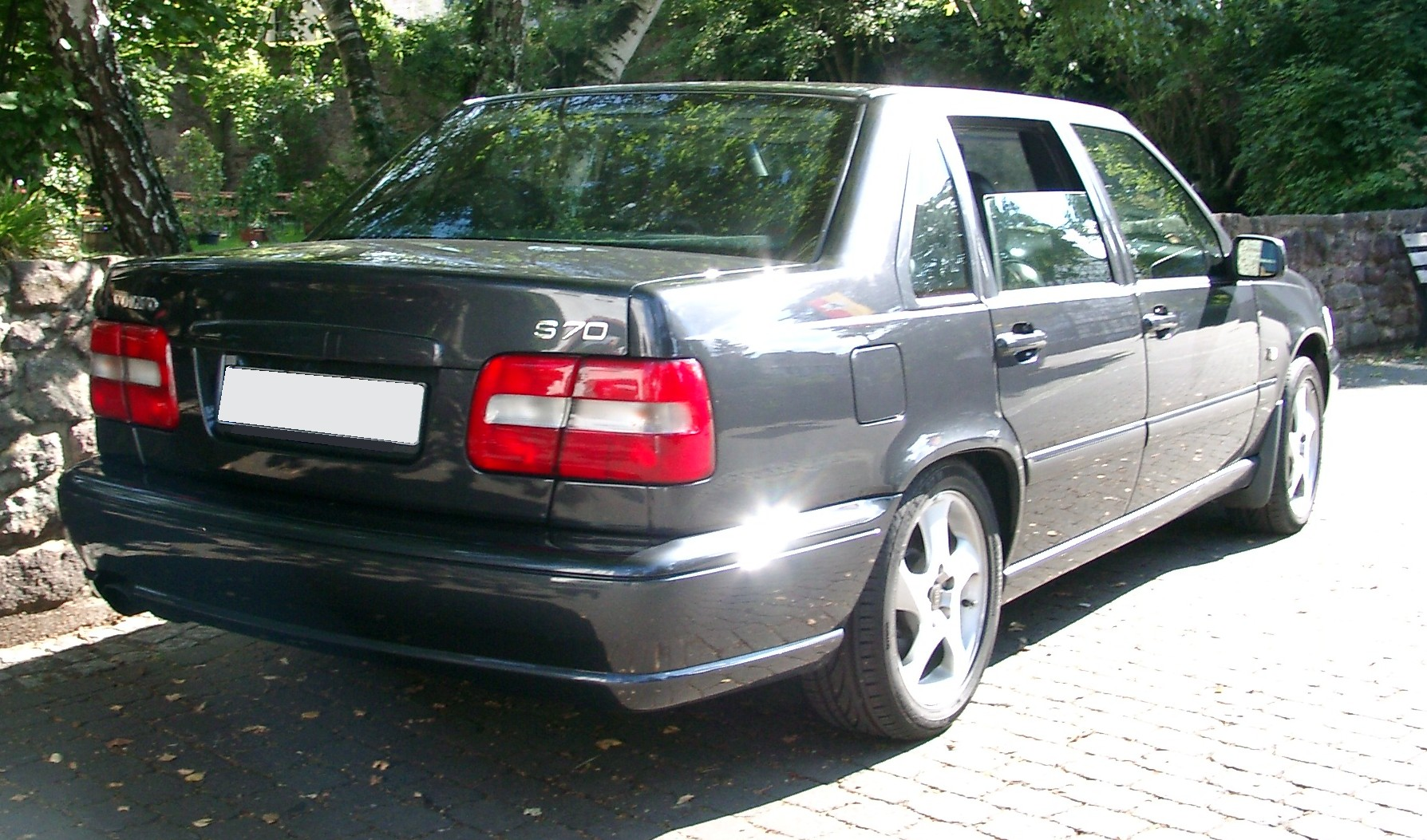
Volvo S70 (1996 - 2000).
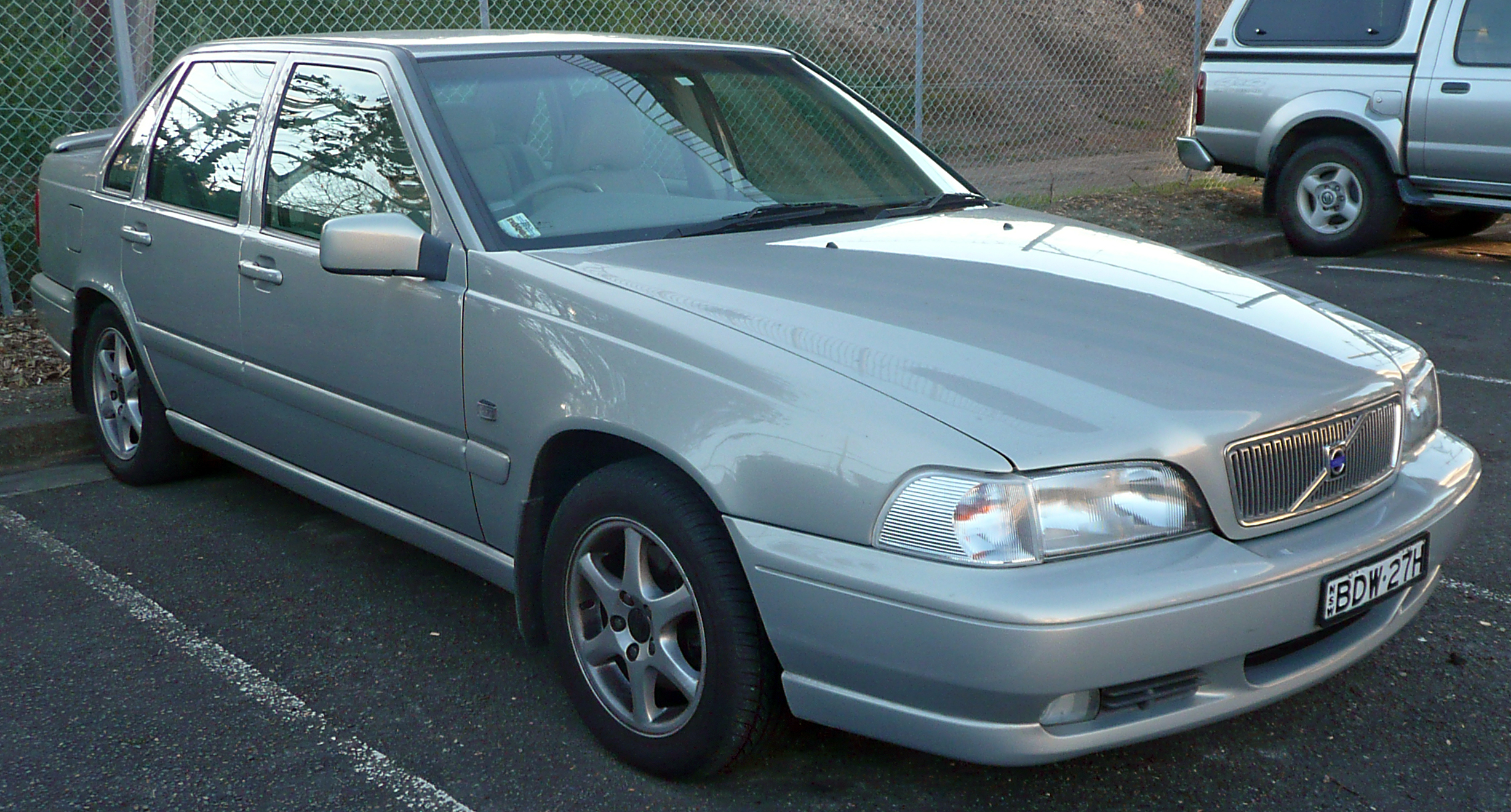
Volvo S70 (Australie).
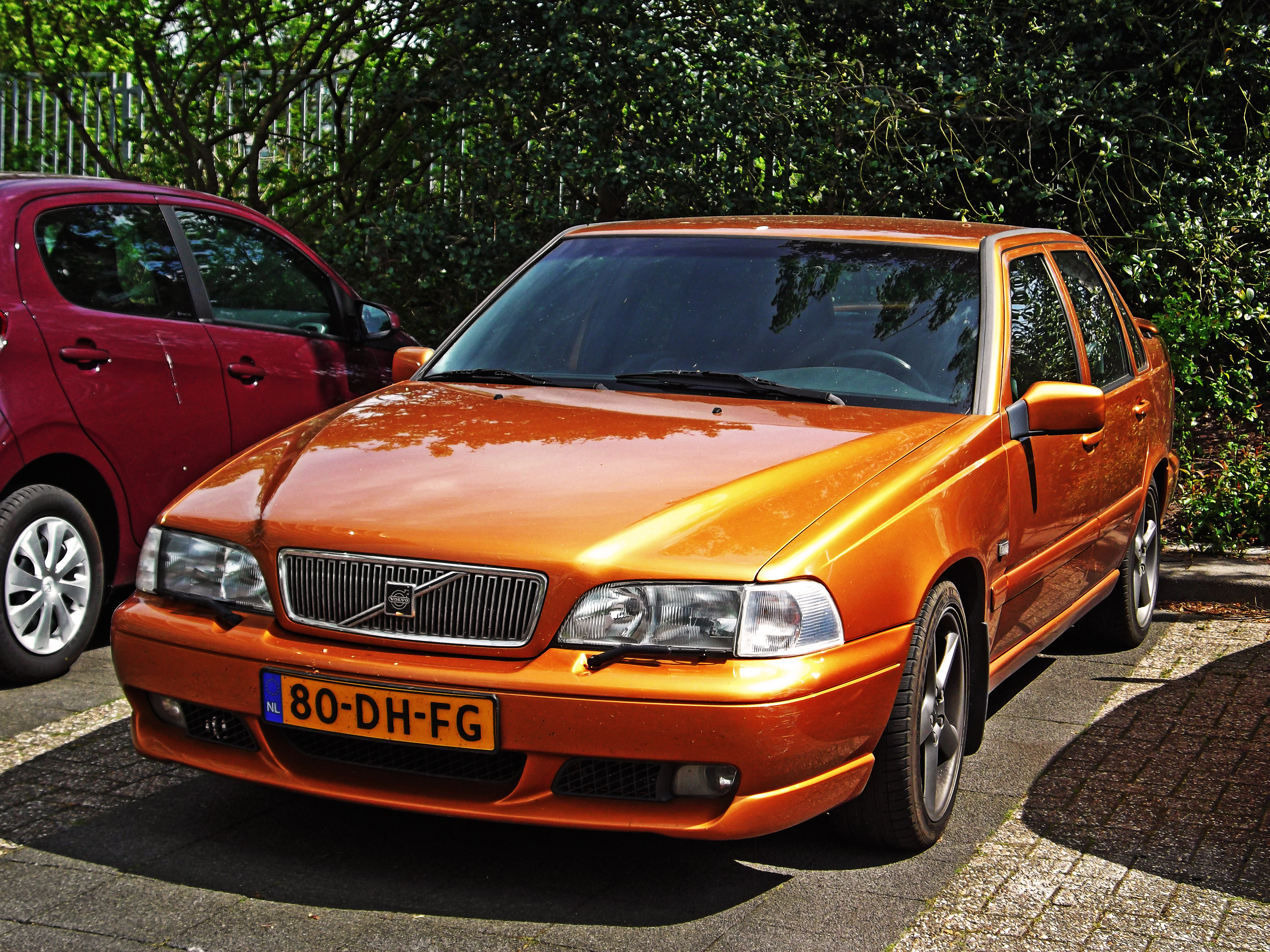
Volvo S70 R.
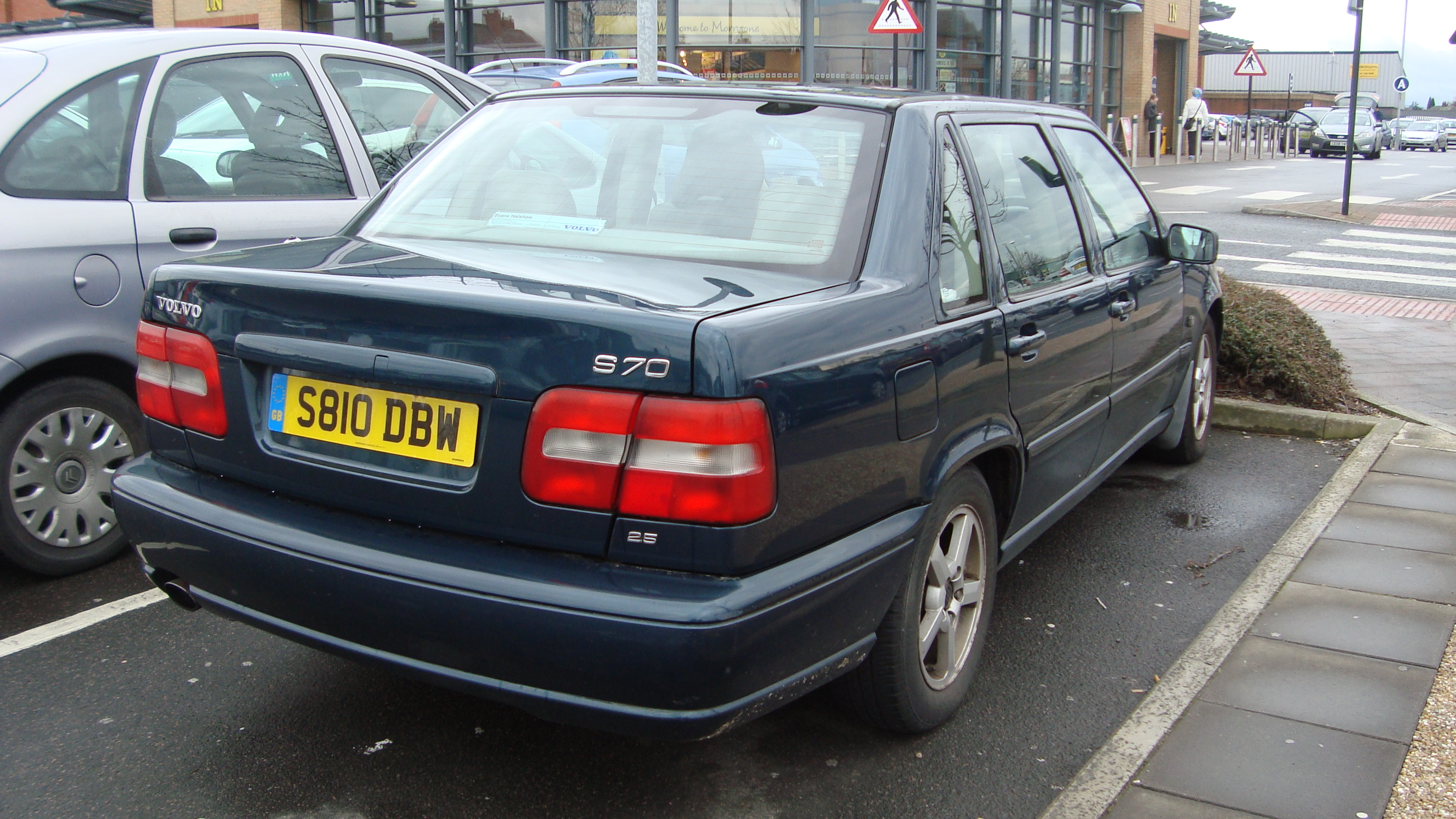
Volvo S70 (Royaume-Uni).
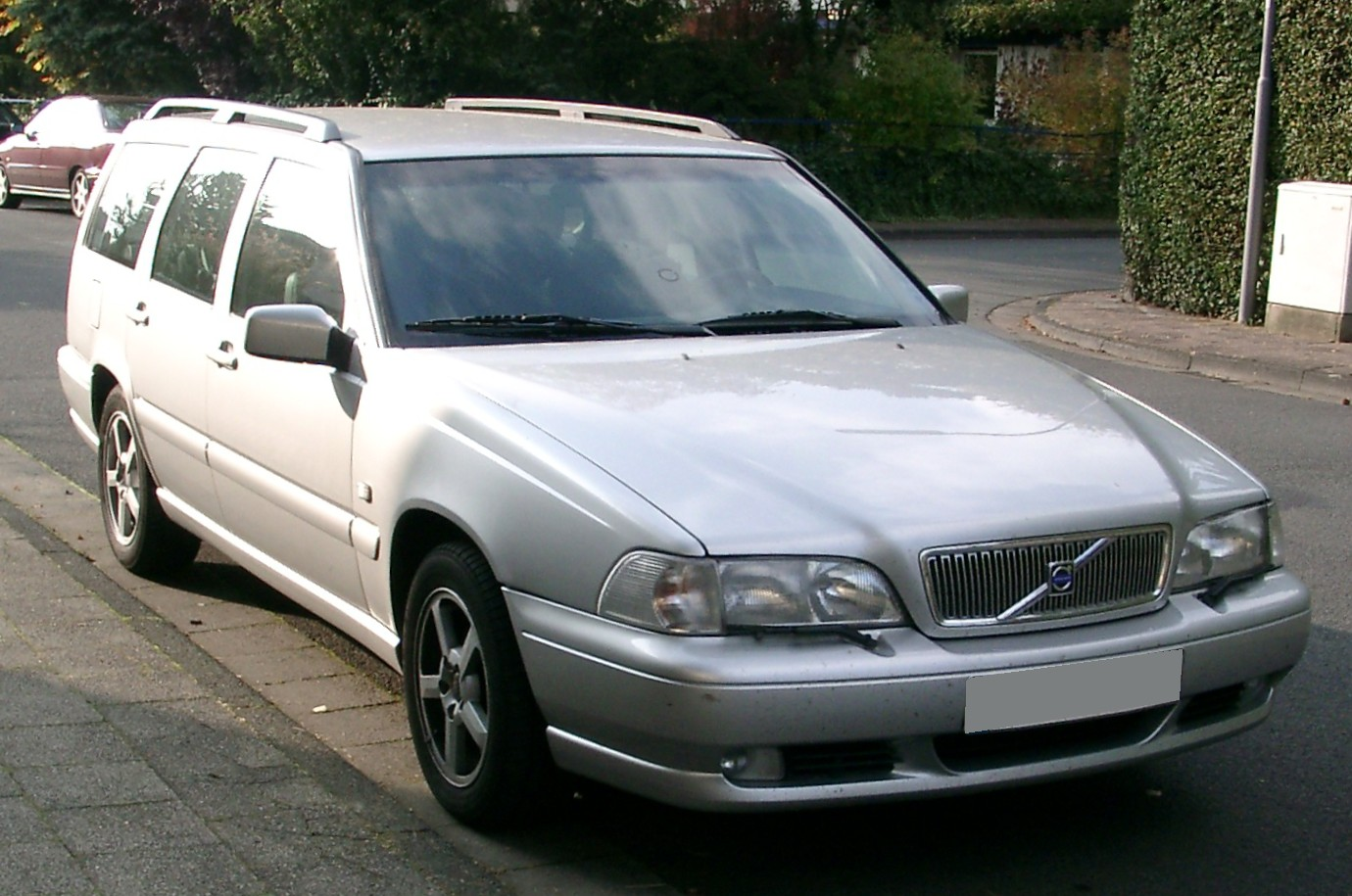
Volvo V70 (1996 - 2000)
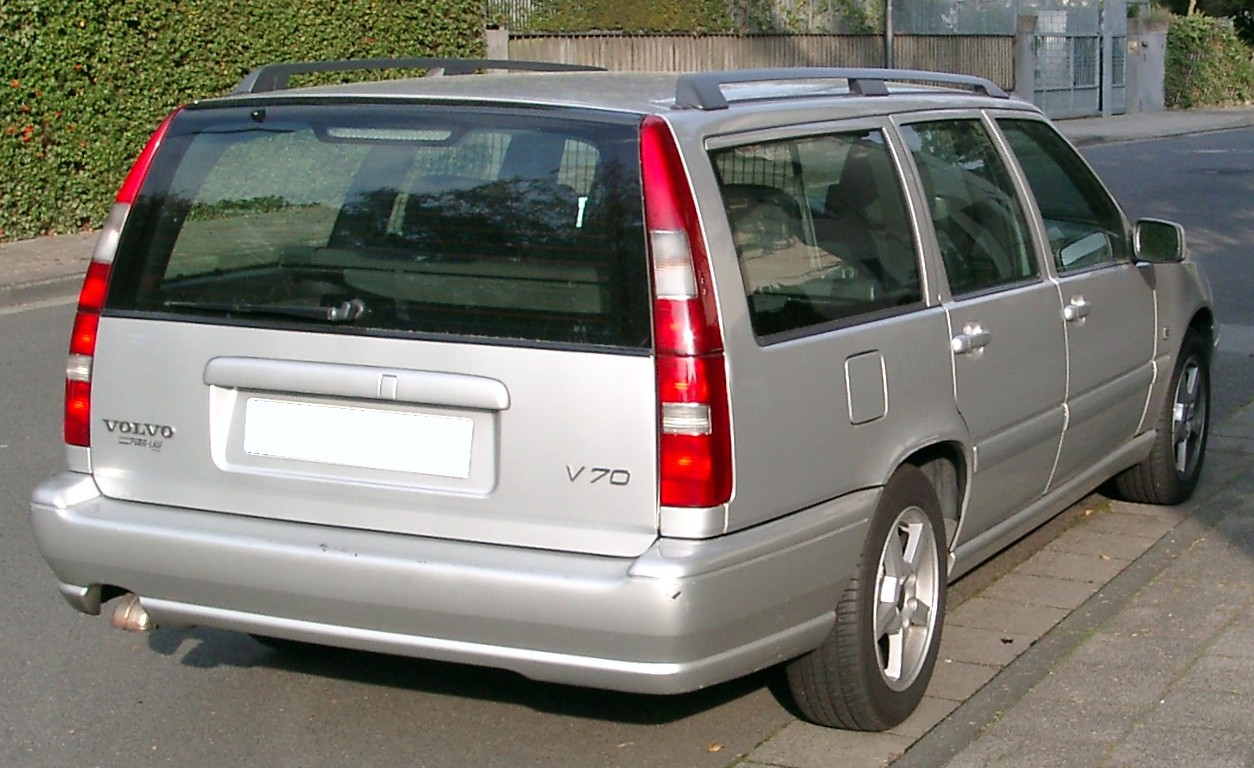
Volvo V70 (1996 - 2000)
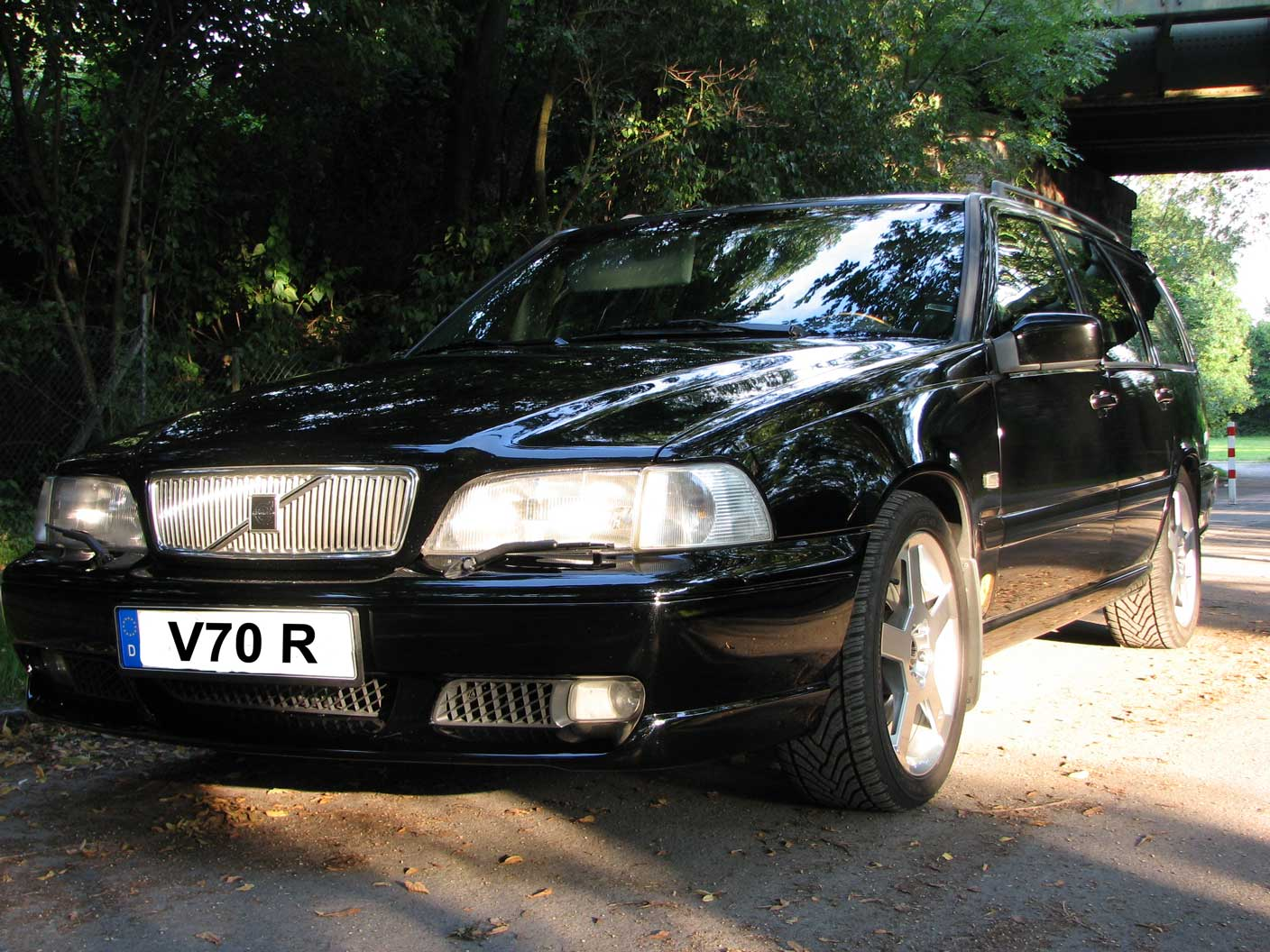
Volvo V70 R (1997 - 1999)
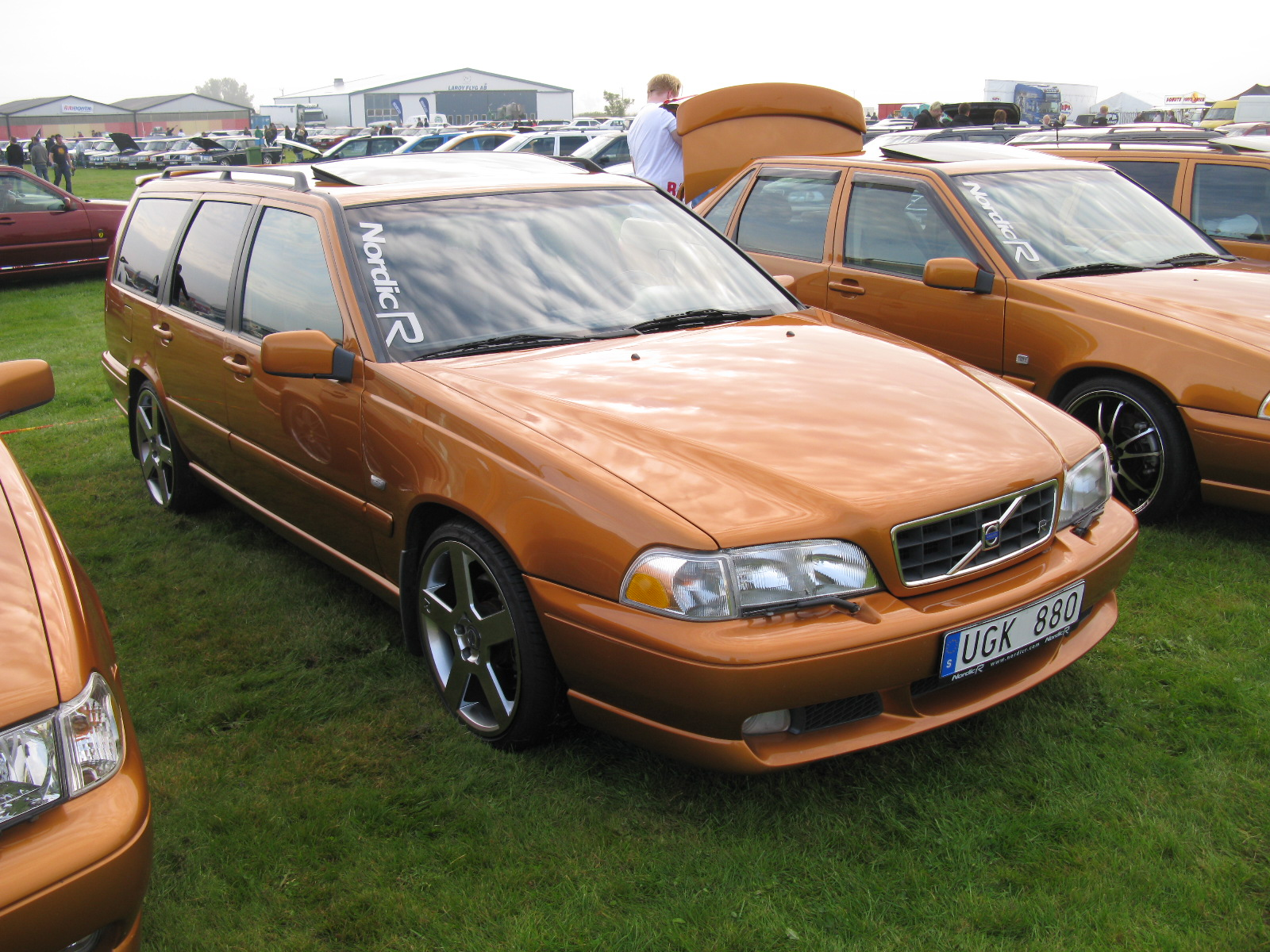
Volvo V70 R AWD (1997 - 1999)
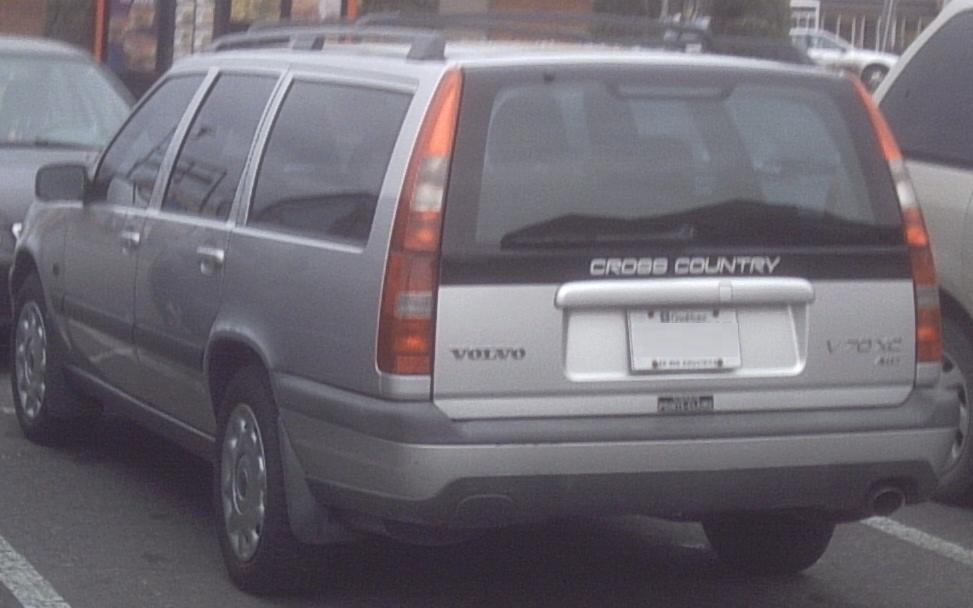
Volvo V70 XC (1997 - 2000)
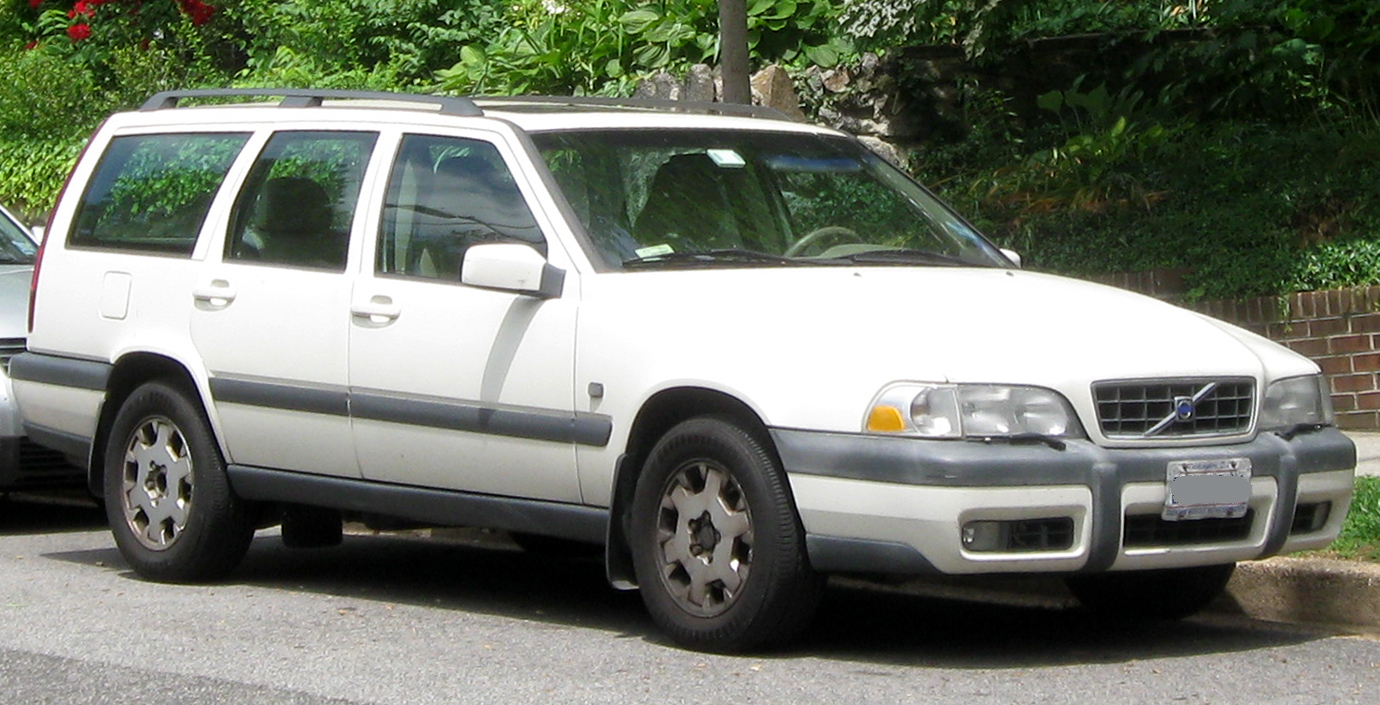
Volvo V70 XC (1997 - 2000)